# Cardeal da Silva (kommun)
Cardeal da Silva är en kommun i Brasilien.   Den ligger i delstaten Bahia, i den östra delen av landet, 1 200 km öster om huvudstaden Brasília. Antalet invånare är 8 271.
Följande samhällen finns i Cardeal da Silva:
- Cardeal da Silva

Omgivningarna runt Cardeal da Silva är huvudsakligen savann. Runt Cardeal da Silva är det mycket glesbefolkat, med 7 invånare per kvadratkilometer.